# Louis De Geer (1854-1935)
Baron Gerard Louis De Geer de Finspång (Kristianstad,  Escania, condado de Kristianstad, 27 de noviembre de 1854 – Kviinge, Östra Göinge, Escania, 25 de febrero de 1935), político sueco, primer ministro de su país entre el 27 de octubre de 1920 y el 23 de febrero de 1921.
Era hijo del barón y antiguo primer ministro Louis Gerhard De Geer y de Caroline Wachtmeister. Tras realizar estudios jurídicos en la Universidad de Upsala, entró en la política. Fue miembro de la primera cámara como representante del condado de Kristianstad entre 1901 y 1914, y gobernador de ese condado entre 1905 y 1923. De Geer era al principio un liberal moderado, pero se transformó en miembro del partido minoritario en la primera cámara. Al crearse el Partido Coalición Liberal en 1912, se adhirió a él. En 1914 dejó dicho partido, y se convirtió en un disidente político. En los años siguientes fue presidente del comité que propuso la instauración de una jornada laboral de ocho horas en 1919, lo que fortaleció sus vínculos con los social demócratas. 
El entonces primer ministro Hjalmar Branting debió renunciar tras la derrota electoral de 1920, pero dilató el proceso para bloquear un eventual gobierno de derecha. El jefe de Estado, el Rey Gustavo V, consultó a los líderes partidarios acerca de la condición de un Parlamento basado en partidos. Los líderes de derecha protestaron, pero los social demócratas aceptaron el gobierno interino designado por el Rey.
Éste llamó a De Geer para el puesto de primer ministro, en un gobierno de coalición de liberales y conservadores moderados. El gobierno permanecería hasta las elecciones parlamentarias de octubre de 1921, las primeras con derecho al voto general. 
Ninguno de los partidos de izquierda ni de derecha apoyaron a De Geer y a su gobierno. Por el contrario, ambos bandos querían conseguir presentar al gobierno como su enemigo para la  elección que estaba próxima. Cuando una propuesta de gravar con impuestos más altos al café, presentada por el ministro de Finanzas, Henric Tamm, fue rechazada, Tamm se sometió a un voto de confianza, y se vio obligado a renunciar a su cargo. Tres días después, De Geer hizo lo propio. La renuncia de De Geer llegó después de que los otros ministros del gobierno compusieran una carta conjunta de renuncia, demandándole al Rey que eligiera entre ellos y el primer ministro.     

## Personalidad y opiniones políticas
De Geer tenía un carácter solitario y apacible. A comienzos del siglo XX, era todo lo que un político debía ser: rico, de familia noble y funcionario de gobierno de alto rango. Su padre había implementado la "representationsreformen" en 1865, y ahora él podría entregar el poder a los partidos tras la primera elección con sufragio universal. 
Se opuso cerradamente a todos los planes de mantener la unión entre Suecia y Noruega contra la voluntad del pueblo noruego. En la cuestión de los derechos de voto, adhirió a la línea del Partido Liberal y a las demandas de elecciones mayoritarias. Fue un claro partidario de un Ejército fuerte, a diferencia del líder liberal Karl Staaff.
| Predecesor: Hjalmar Branting | Primer ministro de Suecia 1920 – 1921 | Sucesor: Oscar von Sydow |

- Datos: Q53626
- Multimedia: Louis De Geer (1854–1935) / Q53626